# Граф Кембридж
Граф Кембридж (англ. Earl of Cambridge) — английский дворянский титул, который давал своему обладателю статус пэра Англии. Название титула связано с графством Кембриджшир. С 1362 года титул присваивался родственникам английского королевского дома. В конце XVII века титул исчез, вытесненный титулом герцога Кембриджского. Также существовал титул маркиза Кембриджа.
В настоящее время существует титул граф Арран и Кембридж, созданный в 1649 году, который носят герцоги Гамильтон, но этот титул относится к шотландскому пэрству.

## История
Впервые титул был создан королём Эдуардом III 3 мая 1340 года для его свояка, маркграфа Юлиха Вильгельма I, который в это время был важным союзником англичан в начавшейся Столетней войне против французов. Позже англо-германский союз распался, однако Вильгельм продолжал носить титул графа Кембриджа до самой смерти, однако его дети его не унаследовали.
13 ноября 1362 года Эдуард III воссоздал титул для своего 5-го сына Эдмунда Лэнгли, который позже получил ещё и титул герцога Йоркского. После смерти Эдмунда до 1414 года титул графа Кембриджа носил его старший сын Эдуард Норвичский, 2-й герцог Йоркский.
В 1414 году король Генрих V создал титул графа Кембриджа для Ричарда Конисбурга, младшего брата Эдуарда Норвичского, у которого этот титул был изъят. Формально это была новая креация титула, но из-за того, что титул перешёл к наследнику Эдуарда, Ричарда в источниках часто называют 3-м графом Кембриджем, а не 1-м. В 1315 году Ричард организовал заговор против короля Генриха V, желая возвести на престол Эдмунда Мортимера, 5-го графа Марч, брата своей покойной жены, но заговор был раскрыт, Ричард казнён, а его владения и титулы конфискованы.
После смерти Генриха V регентский совет при его малолетнем наследнике, Генрихе VI в 1426 году вернул Ричарду Йоркскому, сыну и наследнику Ричарда Конисбургского, титул графа Кембриджа, а также титул герцога Йоркского, вакантного после гибели в 1415 году в битве при Азенкуре Эдуарда Норвичского. Позже ему разрешили унаследовать титулы и владения его умершего в 1425 году дяди — Эдмунда Мортимера, 5-го графа Марч. Также он унаследовал и права Мортимеров на английский престол, которые позже предъявил, развязав войну Алой и Белой розы. Он погиб в 1460 году, все его титулы и претензии унаследовал старший сын, ставший в 1461 году королём Англии под именем Эдуард IV. Все титулы после этого были присоединены к короне и исчезли.
В 1619 году король Англии и Шотландии Яков I создал титул графа Кембриджа для Джеймса Гамильтона, второго маркиза Гамильтона, который в то время находился на 6-й позиции в списке наследников шотландской короны. Одновременно титул был совмещён с титулом барона Иннердейл. Его наследник, Джеймс Гамильтон, был одним из главных сторонников короля Карла I. Он в 1643 году был сделан герцогом Гамильтоном, а также для него были созданы титулы маркиза Клайдесдейла и графа Аррана и Кембриджа. После казни короля Карла I в 1649 году был казнён и герцог Гамильтон. Его единственный сын умер раньше отца,, поэтому титулы перешли к его младшему брату Уильяму, до этого носившего титул графа Ланарка. Он умер в 1651 году, его сын умер раньше отца. Часть титулов унаследовала его племянница Анна, дочь 1-го герцога Гамильтона, но титул графа Кембриджа исчез.
В 1659 году король Карл II воссоздал титул графа Кембриджа вместе с титулом герцога Глостера для своего младшего брата Генри Стюарта, однако в следующем году тот умер бездетным. В 1664 году титул графа Кембриджа был воссоздан одновременно с титулом герцога Кембриджа и барона Даунтсей для малолетнего сына младшего сына Карла II, герцога Йоркского, будущего короля Якова II. Впрочем Джеймс умер уже через 3 года, после чего титул снова исчез. Последний раз титул графа Кембриджа был создан в 1667 году (опять вместе с титулом герцога Кембриджа и барона Даунтсей) для Эдгара Стюарта, новорожденного сына герцога Йоркского, но и он умер в младенчестве.
Больше титул графа Кембриджа не воссоздавался.

## Список графов Кембридж

### Графы Кембридж, 1-я креация (1340)
- 1340—1361: Вильгельм Юлихский (ок. 1299 — 26 февраля 1361), граф Юлиха (Вильгельм V (VI)) 1328—1356, герцог Юлиха (Вильгельм I) с 1356, 1-й граф Кембридж с 1340

### Графы Кембридж, 2-я креация (1362)
- 1362—1402: Эдмунд Лэнгли (5 июня 1341 — 1 августа 1402), 1-й граф Суррей с 1447, 1-й граф Кембридж с 1362, 1-й герцог Йоркский с 1385, сын короля Эдуарда III
- 1402—1414: Эдуард Норвичский (1373 — 25 октября 1415), 1-й граф Ратленд в 1390—1402, 1-й граф Корк с 1395, 1-й герцог Албермарльский в 1397—1399 и 1414—1415, 2-й герцог Йоркский с 1402, 2-й граф Кембридж в 1402—1414, сын предыдущего

### Графы Кембридж, 3-я креация (1414)

Герб Ричарда Конисбурга, 3-го графа Кембриджа

- 1414—1415: Ричард Конисбург (сентябрь 1375/1376 — 5 августа 1415), 1/3-й граф Кембридж с 1414, сын Эдмунда Лэнгли
- 1426—1460: Ричард Йоркский (21 сентября 1411 — 30 декабря 1460), 3-й герцог Йоркский и 2/4-й граф Кембридж с 1426, 6-й граф Марч, 9-й граф Ольстер, 8-й барон Мортимер из Вигмора с 1432, сын предыдущего
- 1460—1461: Эдуард Йоркский (28 апреля 1442 — 10 апреля 1483), 7-й граф Марч с 1445, 3-й герцог Йоркский, 9-й граф Ольстер, 3-й граф Кембридж и 9-й барон Мортимер из Вигмора в 1460—1461, король Англии (как Эдуард IV) в 1461—1470 и 1471—1483, сын предыдущего

### Графы Кембридж, 4-я креация (1619)
- 1619—1625: Джеймс Гамильтон (1589 — 2 марта 1625), 2-й маркиз Гамильтон с 1604, 1-й барон Абербротвик с 1608, 4-й граф Арран и 5-й барон Гамильтон с 1609, 1-й граф Кембридж и 1-й барон Иннердейл с 1619
- 1625—1649: Джеймс Гамильтон (16 июня 1606 — 9 марта 1649), 3-й маркиз Гамильтон, 5-й граф Арран, 2-й граф Кембридж, 2-й барон Иннердейл, 2-й барон Абербротвик и 6-й барон Гамильтон с 1625, 1-й герцог Гамильтон, 1-й маркиз Клайдесдейл, 1-й граф Арран и Кембридж, 1-й барон Эйвен и Иннердейл с 1643, сын предыдущего
- 1649—1651': Уильям Гамильтон (14 декабря 1616 — 12 сентября 1651), 1-й граф Ланарк и 1-й барон Мэчаансайр и Полмонт с 1639, 2-й герцог Гамильтон, 4-й маркиз Гамильтон, 2-й маркиз Клайдесдейл, 6-й граф Арран, 3-й граф Кембридж, 2-й граф Арран и Кембридж, 3-й барон Иннердейл, 3-й барон Абербротвик, 7-й барон Гамильтон и 2-й барон Эйвен и Иннердейл с 1649, брат предыдущего

### Графы Кембридж, 5-я креация (1659)
- 1659—1660: Генри Стюарт (8 июля 1640 — 13 сентября 1660), 1-й герцог Глостер и 1-й граф Кембридж с 1659, сын короля Карла I

### Графы Кембридж, 6-я креация (1664)
- 1664—1667 Джеймс Стюарт (12 июля 1663 — 20 июня 1667), 1-й герцог Кембридж, 1-й граф Кембридж и 1-й барон Даунтсей с 1664, сын будущего короля Якова II

### Графы Кембридж, 7-я креация (1667)
- 1667—1671 Эдгар Стюарт (14 сентября 1667 — 8 июня 1671), 1-й герцог Кембридж, 1-й граф Кембридж и 1-й барон Даунтсей с 1667, сын будущего короля Якова II